# Philippe Verdelot
Philippe Verdelot ( ca. 1475 - 1552 ) fue un compositor francés del Renacimiento. 

## Biografía

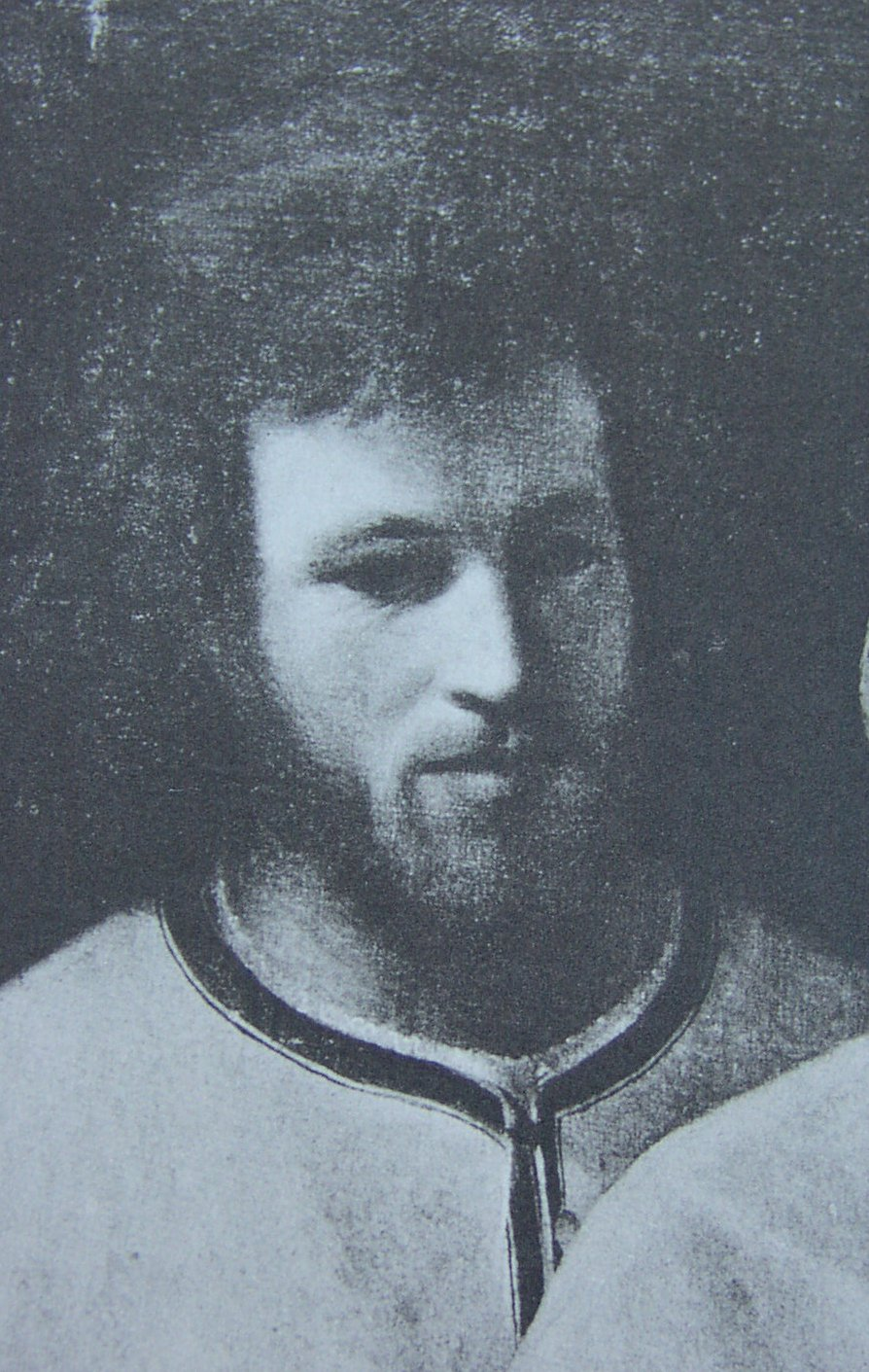
Retrato de Verdelot, obra de Morto da Feltre.

Los detalles de su vida son poco conocidos. Se sabe que fue maestro de capilla del baptisterio de San Juan en Florencia de 1523 a 1525, y que también trabajó en la catedral de esa ciudad entre 1523 y 1527. Durante el período de la "República Florentina" parece haber sido partidario de los enemigos de los Medicis y de las fuerzas papales. Sobre las consecuencias en la vida de Verdelot subsisten dos teorías:
- Algunos historiadores creen que pudo haber muerto en la batalla de Florencia (1529-1530), basándose en que no hay evidencia definitiva de que estuviera vivo después de 1530.
- Otros, basándose en algunas referencias ambiguas publicadas en Venecia a fines de la década de 1530, piensan que puede haber escapado a ese puerto del Adriático huyendo de sus poderosos y vengativos enemigos.

En cualquier caso, Verdelot era conocido en Venecia, ya que varios libros de madrigales publicados entre 1530 y 1540 incluyen varias de sus obras, e incluso existe uno de ellos dedicado a él en forma exclusiva. 

## Obra e influencia
Junto con Costanzo Festa es considerado el padre del madrigal, una forma vocal a capela que emerge alrededor de 1530 de la convergencia de varias tendencias musicales, incluyendo la frottola, la canzona, y la lauda, incluyendo también alguna herencia del estilo más formal de los motetes. 
El estilo de Verdelot balancea homofonía con texturas imitativas, usando raramente el madrigalismo, que sería desarrollado más adelante, pero que se esboza en forma muy interesante en algunas de sus piezas. La mayoría de sus madrigales son para cinco o seis voces.
Se cree que los madrigales compuestos por Vardelot fueron muy populares en toda Europa, habida cuenta de la frecuencia de sus reimpresiones durante el siglo XVI. También compuso motetes y misas.